# Coulonges-Cohan
Coulonges-Cohan je francouzská obec v departementu Aisne v regionu Hauts-de-France. V roce 2011 zde žilo 429 obyvatel.

## Sousední obce
Arcis-le-Ponsart (Marne), Cierges, Dravegny, Goussancourt, Chéry-Chartreuve, Sergy, Seringes-et-Nesles, Vézilly

## Vývoj počtu obyvatel
Počet obyvatel 